# La Pierre des Fées

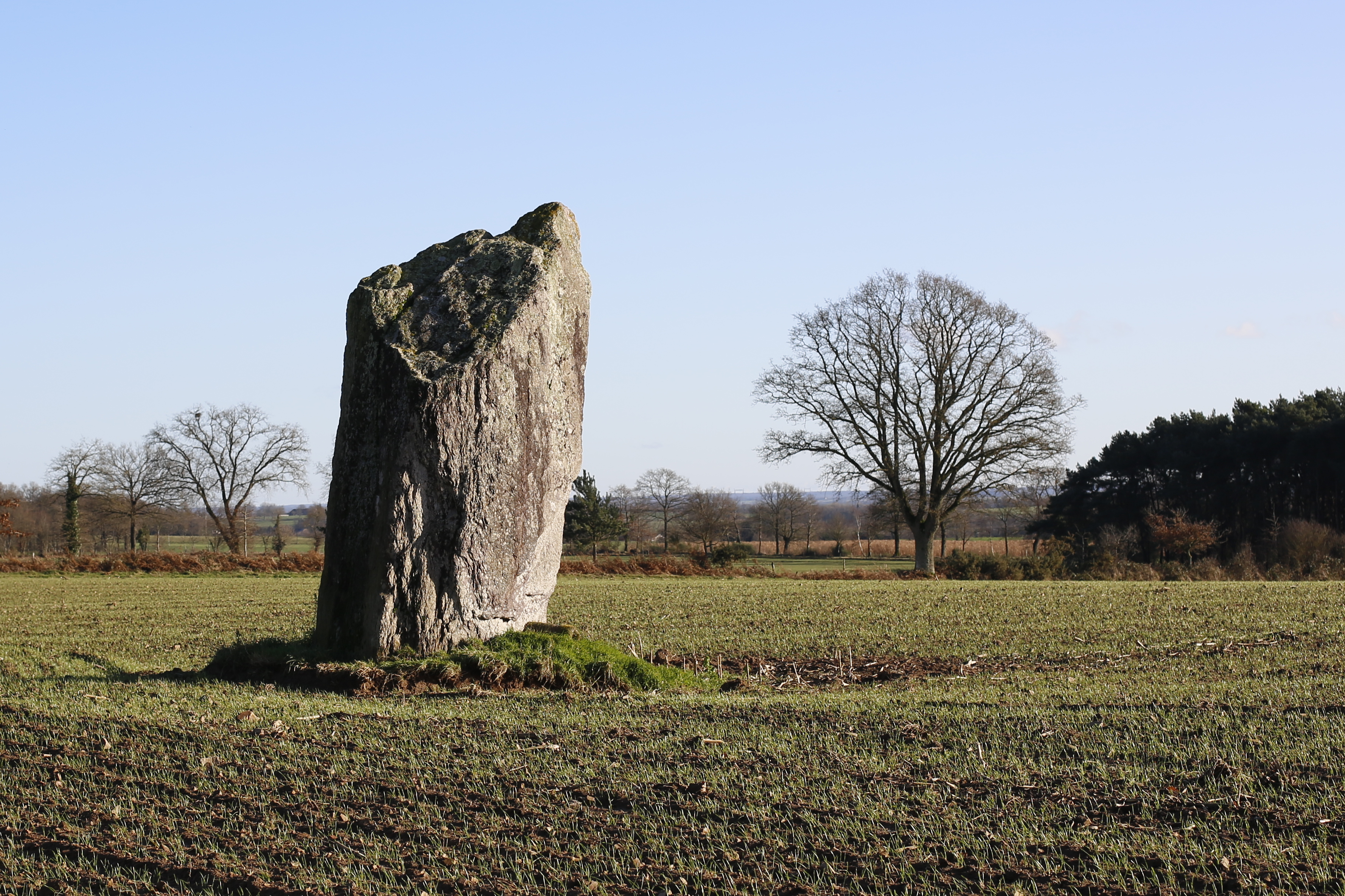
Pierre des Fées

Der Menhir La Pierre des Fées (auch La Pierre-aux-Fées genannt – deutsch Feenstein) steht an einem alten Pfad durch La Lande de Bellevue, südwestlich von Janzé im Süden des Département Ille-et-Vilaine in der Bretagne in Frankreich.
Der schräg abgebrochene Menhir aus purpurnem Schiefer ist 4,4 m hoch, auf der Südseite 2,10 m und auf der Nordseite 2,8 m breit und 1,36 m dick. Vor 1922 gab es einen zweiten Menhir, der etwa 70 m entfernt stand und zerstört wurde.
Der Menhir ist seit 1963 als Monument historique eingestuft.
Im Osten von Janzé steht der Menhir de la Lande des Bouillons.